# Schizoloma javae
Schizoloma javae là một loài dương xỉ trong họ Lindsaeaceae. Loài này được Fée mô tả khoa học đầu tiên năm 1852.
Danh pháp khoa học của loài này chưa được làm sáng tỏ. 